# Gunung Senengoh
Gunung Senengoh är ett berg i Indonesien.   Det ligger i provinsen Aceh, i den västra delen av landet, 1 600 km nordväst om huvudstaden Jakarta. Toppen på Gunung Senengoh är 1 530 meter över havet, eller 183 meter över den omgivande terrängen. Bredden vid basen är 2,1 km.
Terrängen runt Gunung Senengoh är kuperad.Runt Gunung Senengoh är det ganska glesbefolkat, med 42 invånare per kvadratkilometer. I omgivningarna runt Gunung Senengoh växer i huvudsak städsegrön lövskog.